# Joan Casanova i Bartrolí
Joan Casanova i Bartrolí (Olot, 28 de juliol del 1863 - 9 de desembre del 1911) va ser un músic i compositor.

## Biografia
De família de músics (ho van ser el seu germà i el seu nebot), començà els seus estudis ja de ben jove. Va ser fundador i músic de les cobles Els Petits i La Lira (que amb el temps esdevindria la Principal d'Olot). Des de finals del segle xix, i per més de vint anys (fins a la mort) dirigí la Banda Municipal d'Olot.
Les seves més de 300 sardanes beuen sovint de melodies populars, i moltes vegades estan instrumentades per als petits conjunts musicals propis de l'època, més que per a cobla completa. La seva sardana Adeu, vila d'Olot ha esdevingut un himne de la capital de la Garrotxa. També estructurà o compongué les músiques d'alguns balls populars olotins: el ball de gegants (música original d'en Miquel Sisè), el de cabeçuts i el de cavallets.
El seu nebot Francesc Casanova i Estorch va ser flabiolaire, violinista i compositor de sardanes. Tant aquest, com el futur músic i compositor Pere Aubert, van ser deixebles seus. L'ajuntament d'Olot li dedicà un carrer en homenatge.

## Obres
- Ball de cabeçuts

### Sardanes
- A l'amic Rafel (1966)
- A punta de dia (1911?)
- Adeu, vila d'Olot (1895?), enregistrada per la Principal de la Bisbal en el DC Olot en solfa (Barcelona: Àudiovisuals de Sarrià, 1996 ref. AVS 251218). Té versió cantada, amb lletra d'una cançó del segle xviii. Honorat Vilamanyà va fer (1952) de la sardana un poema per a cobla.
- Ahont està la Pepa
- Ai, pobre de mi (1895?)
- Els contrabandistes d'aquell temps
- Dalt la serra
- De bon matí
- Descans etern
- L'enfadosa, revessa
- L'entrada d'hivern
- La festa d'Olot
- La font dels pastors (1910), obligada de flabiol
- La font pudosa
- Una gàbia de canaris, obligada de dos flabiols
- L'home sense cap calé (1894)
- La lletera de la Déu
- La llúdriga
- Ma pobra mare
- La mort del pubill
- La non-non, sardana cantada
- La pedra foguera (1911?)
- El plor de ma filla
- La priora
- La pubilla marinera
- Quan jo era petitet (1895?)
- Record de la mare
- Records d'Olot
- Un refilet a joc
- La reina de les violes
- La zorrillista (1894?)[3]